# Brewster-Prisma
Ein Brewster-Prisma ist ein optisches Prisma, bei dem das Licht im Brewster-Winkel auf eine oder mehrere Flächen des Prismas trifft und daher je nach Polarisation entweder nicht oder nur teilweise reflektiert wird.
Brewster-Prismen werden bei der Verwendung von polarisiertem Licht eingesetzt. Sie bieten hier den Vorteil, dass die parallel zur Einfallsebene polarisierte Komponente des Lichts nahezu ohne Reflexionsverluste in das Prisma transmittiert wird. Aus diesem Grund kann bei dieser Art von Prisma auf eine Entspiegelung verzichtet werden. Dies bedeutet auch, dass nahezu keine Streureflexionen auftreten, was gerade bei Hochleistungsanwendungen mit Laserstrahlen von  Vorteil ist.
Typische Prismengeometrien sind das gleichseitige Dispersionsprisma (60°-Prisma) und das Pellin-Broca-Prisma, bei dem eine zusätzliche Totalreflexion im Prisma eine Strahlablenkung bewirkt. Bei beiden trifft der Lichtstrahl sowohl beim Eintritt als auch beim Austritt im Brewster-Winkel auf die Grenzfläche. Die totale Strahlablenkung beträgt dabei 90°, wobei andere Prismengeometrien oder Strahlengänge auch eine Strahlablenkung um 180° oder Vielfache des Brewster-Winkels bewirken können. Aufgrund Dispersion kann dieser Effekt nur genau für eine Wellenlänge erzielt werden.
Brewster-Prismen werden daher vor allem bei Laseranwendungen eingesetzt, beispielsweise zur Linienselektion.